# マーシャル諸島の国章
マーシャル諸島の国章（マーシャルしょとうのこくしょう）とは1979年に制定されたマーシャル諸島の徽章のこと。
鎖で囲まれた青い円の中央に天使が描かれたデザイン。

## 構成

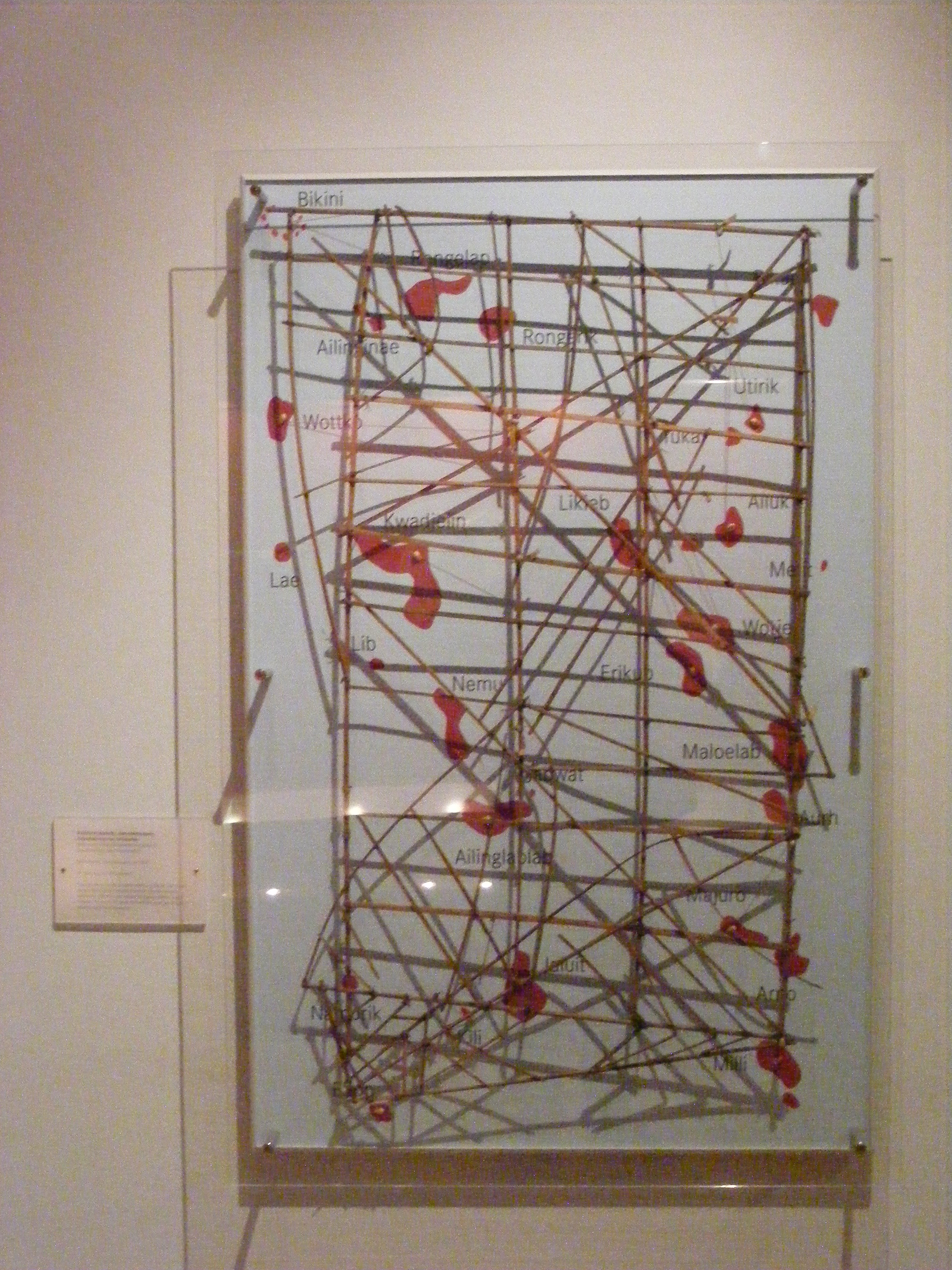
ミクロネシアの航海術に使われた「海図」の例

- 青い地は太平洋を象徴する。また、マーシャル諸島の国旗の地色と同じでもある。
- 中央の翼を広げた天使は自由と平和を象徴する。
- 天使の頭上には国旗と同じ2本の縞に挟まれて二十四の光芒を放つ白い太陽がある。上部に延びる縞は赤道と国家の発展を表し、白い太陽は明るさと希望を表す。二十四の光芒は二十四の行政区を象徴している。
- 左側には椰子の木が生えた豊かな島の姿がある。右側には伝統的なアウトリガーカヌーが浮かぶ。カヌーの上にあるのは漁に用いる網。
- 下部にはマーシャル諸島で古くから使われた海図がある。
- 外周の上部には、Government of the Marshall Islands「マーシャル諸島政府」、下部にはマーシャル語でJepilpin ke Ejukaan 「共同の努力をもって遂行する」の標語がある。